# The Moscow Times
The Moscow Times és diari digital en anglès editat a Moscou, que entre 1992 i 2017 va tenir una edició impresa que va ser el primer diari en anglès publicat a Rússia. Era distribuït gratuïtament en llocs freqüentats per estrangers de parla anglesa i expatriats, com hotels, cafeteries, ambaixades i companyies aèries, així com per subscripció. El juliol de 2017 es va convertir en un mitjà digital, i el març de 2020 va llançar una versió en rus.